# Bussigny
Bussigny (hasta 2014 Bussigny-près-Lausanne, hasta 1959 Bussigny-sur-Morges) es una comuna suiza del cantón de Vaud, situada en el distrito del Ouest lausannois. Limita al norte con las comunas de Aclens, Vufflens-la-Ville y Mex, al noreste con Villars-Sainte-Croix, al este con Crissier, al sur con Ecublens, y al oeste con Echandens y Bremblens.
La comuna formó parte hasta el 31 de diciembre de 2007 del distrito de Morges, círculo de Ecublens.

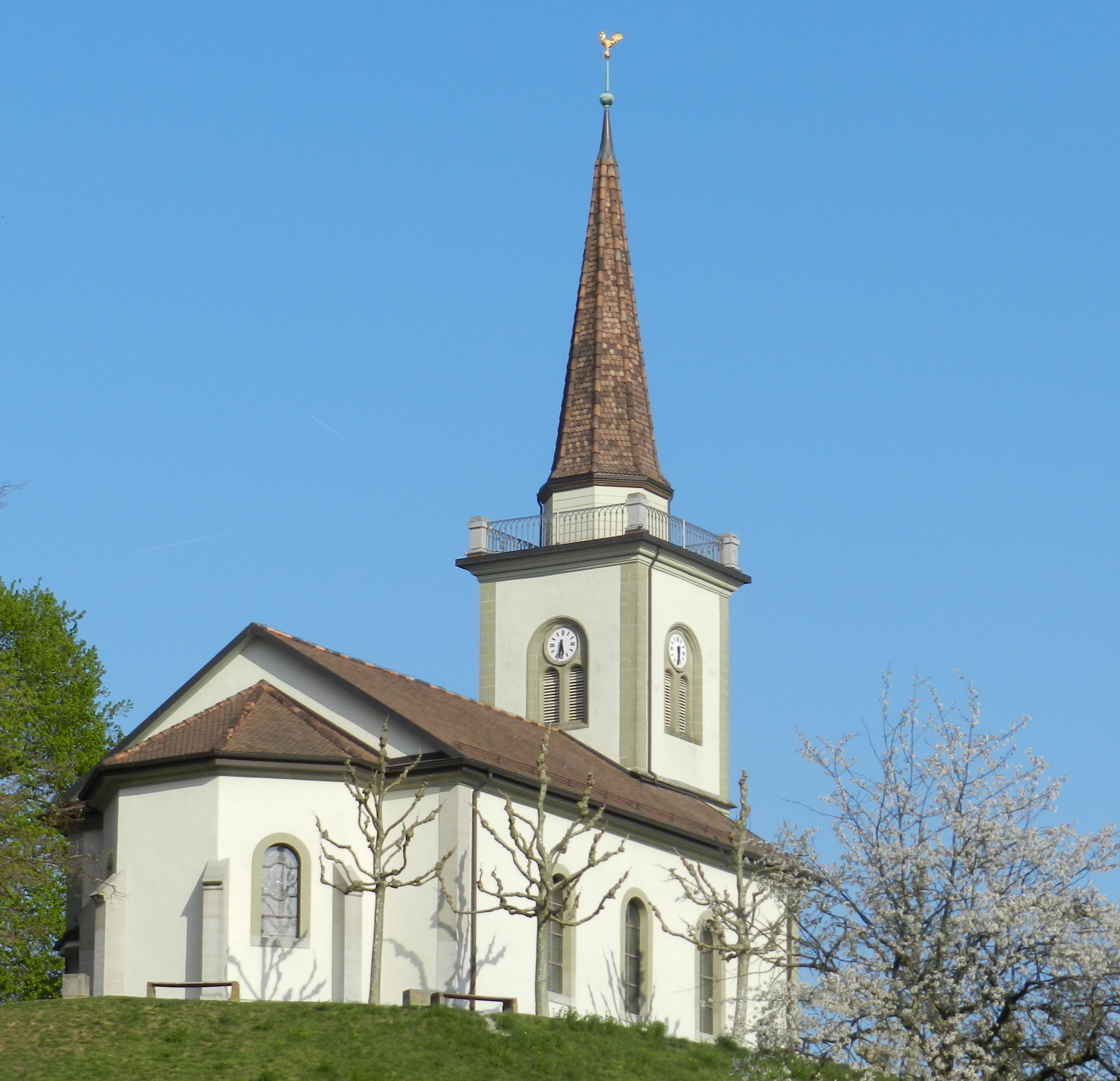
Bussigny.